# Ken Bradshaw
Pour les articles homonymes, voir Bradshaw.
Ken Bradshaw (né le 4 octobre 1952 à Houston, Texas) est un surfeur professionnel, vainqueur du Duke Kahanamoku Surfing Classic en 1982.
Le 28 janvier 1998, il réussit à surfer (surf tracté) sur une vague de 26,35 m sur le site de Outside Log Cabins, à Hawaï.
Il prit part à une expérience sur l'hypothermie pour Discovery Channel et demeura 4 heures nu à 0 °C. Sa température corporelle descendit à 35 °C.
Il est végétarien.